# Phaneta viridis
Phaneta viridis is een vlinder uit de familie van de bladrollers (Tortricidae). De wetenschappelijke naam van de soort is voor het eerst geldig gepubliceerd in 2010 door Donald J. Wright & Todd M. Gilligan.

## Type
- holotype: "male. 24.VII.1961. leg. R.W. Hodges"
- instituut: USNM, Smithsonian Institution, Washington, U.S.A.
- typelocatie: "USA, Arizona, Coconino County, Hart Prairie, 10 mi. NNW Flagstaff, 8500 ft"